# ジブロモベンゼン
ジブロモベンゼン（英: Dibromobenzene）は、化学式C6H4Br2で表される有機臭素化合物である。3つの異性体がある。

## 異性体

### 1,2-ジブロモベンゼン
1,2-ジブロモベンゼン（英: 1,2-Dibromobenzene、別名: o-ジブロモベンゼン）は、ジブロモベンゼンの一種。不純物を含むサンプルは黄色く見えることがあるが、無色の液体である。この化合物は、例えば、フタロニトリル（1,2-ジシアノベンゼン）等、ベンゼンの多くの1,2-二置換誘導体の前駆体となる。

### 1,4-ジブロモベンゼン
1,4-ジブロモベンゼン（英: 1,4-Dibromobenzene、別名: p-ジブロモベンゼン）は、ジブロモベンゼンの一種。室温では固体である。ベンゼン環に2つの臭素置換基を持つ。より軽い塩素アナログと似た強い匂いを持つ。染料である貝紫色の主成分6,6'-ジブロモインジゴの前駆体として用いられる。